# فلمن
فيلمن (بالإنجليزية: Filmin) هو موقع فيديو حسب الطلب، وشركة إنتاج وتوزيع أفلام مستقلة، يقع المقر الرئيسي لها في برشلونة، إسبانيا، أسسها كل من خوان كارلوس توس وخوسيه أنطونيو دي لونا وجاومي ريبول، وتدير الموقع شركة (Comunidad Filmin S.L.) التي تم انشاءها في عام 2007. بدأت خدمة الاشتراك المدفوع في الموقع عام 2010. وأصدرت المنصة أول سلسلة أصلية لها باسم «دكتور بورتوندو» في أكتوبر 2021.

## الجوائز
| سنة  | جائزة                             | فئة           | نتيجة | المصدر |
| ---- | --------------------------------- | ------------- | ----- | ------ |
| 2015 | جوائز سانت جوردي التاسعة والخمسين | جائزة الصناعة | فوز   | [ 5 ]  |